# 宁远县人民政府
25°34′38″N 111°57′08″E / 25.577117°N 111.952328°E
宁远县人民政府（简称宁远县政府）是中华人民共和国湖南省永州市宁远县的行政管理机关。现任县长是毛政，2021年7月上任。

## 沿革

### 反腐败工作
2023年10月23日，刘卫华涉嫌严重违纪违法接受湖南省纪委监委纪律审查和监察调查。2024年4月刘卫华遭到开除党籍开除公职（双开）处分，5月遭到逮捕，6月被提起公诉。

## 历任县长
| 姓名   | 就任日期   | 卸任日期  | 备注  |
| ------ | ---------- | --------- | ----- |
| 李光富 | 2001年10月 | 2007年3月 |       |
| 罗建华 | 2007年3月  | 2011年4月 |       |
| 刘卫华 | 2011年4月  | 2014年1月 | [ 4 ] |
| 桂砺锋 | 2014年3月  | 2016年8月 | [ 5 ] |
| 唐何   | 2016年8月  | 2021年7月 | [ 6 ] |
| 毛政   | 2021年7月  |           | [ 7 ] |